# Lista de prêmios e indicações recebidos por Nightwish
Esta é a lista de prêmios e indicações recebidos por Nightwish, uma banda finlandesa de metal sinfônico. O grupo conquistou diversos prêmios durante a sua carreira, e é considerada uma das maiores bandas de toda a Europa e uma das maiores bandas de metal sinfônico do mundo.
Originalmente formado por Tuomas Holopainen, Emppu Vuorinen e Tarja Turunen, o Nightwish fez seu primeiro lançamento, uma fita demo, em dezembro de 1996. O álbum de estreia, Angels Fall First, veio em novembro de 1997, já com o baterista Jukka Nevalainen. O segundo álbum, Oceanborn, saiu em 1998, trazendo o baixista Sami Vänskä, e concedeu à banda o prêmio de "Revelação do Ano" na premiação finlandesa The Mighty Metal Music Awards. Em 2001, a banda foi indicada na categoria "Melhor Grupo de Rock/Metal" no Echo Awards, mas acabou perdendo para o Guano Apes, uma banda alemã.
O quarto álbum, Century Child, marcou a entrada do novo baixista, Marco Hietala, e a estreia da banda no Emma Awards, uma das premiações europeias de maior prestígio; a banda concorreu em três categorias e venceu duas. No ano de 2005 eles fizeram sucesso no Emma, com o álbum Once, pois venceram em todas as quatro categorias que participaram. Em 2006, quando a banda estava em pausa, eles ganharam prêmios ainda assim, uma vez que o videoclipe de "Sleeping Sun" foi eleito o vídeo do ano na premiação finlandesa de vídeos Muuvi Awards.
Dark Passion Play, o sexto álbum do Nightwish, trouxe consigo a nova vocalista do grupo, Anette Olzon, e foi o disco de maior sucesso da banda até então. Em 2007, a banda venceu no Gold e no World Music Awards, e concorreu também no europeu Metal Storm Awards, vencendo duas das quatro categorias em que esteve. Em 2008, a banda voltou ao Echo vencendo na categoria "Melhor Grupo Internacional", derrotando artistas como Marilyn Manson e Within Temptation. A banda também voltou ao Emma em cinco categorias, não ganhando apenas o prêmio de "Música do Ano", e foi ainda uma das atrações principais do MTV Europe Music Awards.

## Premiações finlandesas

### Emma Awards
O Emma Awards é uma cerimônia anual realizada em diferentes cidades da Finlândia desde 1983, patrocinada pela Federação Internacional da Indústria Fonográfica.
| Ano  | Categoria                       | Trabalho                     | Resultado |
| ---- | ------------------------------- | ---------------------------- | --------- |
| 2003 | Melhor Artista Finlandês        | Nightwish                    | Vencedor  |
| 2003 | Export-Emma                     | Nightwish                    | Vencedor  |
| 2003 | Álbum de Hard Rock/Metal do Ano | Century Child                | Indicado  |
| 2005 | Melhor Artista Finlandês        | Nightwish                    | Vencedor  |
| 2005 | Export-Emma                     | Nightwish                    | Vencedor  |
| 2005 | Banda do Ano                    | Nightwish                    | Vencedor  |
| 2005 | Álbum de Hard Rock/Metal do Ano | Once                         | Vencedor  |
| 2005 | Álbum Mais Vendido do Ano       | Once                         | Vencedor  |
| 2006 | Melhor Artista Finlandês        | Nightwish                    | Vencedor  |
| 2006 | Álbum Mais Vendido do Ano       | Highest Hopes                | Vencedor  |
| 2008 | Álbum do Ano                    | Dark Passion Play            | Vencedor  |
| 2008 | Álbum de Hard Rock/Metal do Ano | Dark Passion Play            | Vencedor  |
| 2008 | Álbum Mais Vendido do Ano       | Dark Passion Play            | Vencedor  |
| 2008 | Banda do Ano                    | Nightwish                    | Vencedor  |
| 2008 | Música do Ano                   | "Amaranth"                   | Indicado  |
| 2013 | Álbum do Ano                    | Imaginaerum                  | Vencedor  |
| 2013 | Banda do Ano                    | Nightwish                    | Vencedor  |
| 2016 | Export-Emma                     | Nightwish                    | Vencedor  |
| 2016 | Álbum de Hard Rock/Metal do Ano | Endless Forms Most Beautiful | Vencedor  |

### The Mighty Metal Music Awards
O The Mighty Metal Music Awards é uma premiação finlandesa limitada ao heavy metal e que ocorre na capital Helsinque.
| Ano  | Categoria        | Trabalho  | Resultado |
| ---- | ---------------- | --------- | --------- |
| 1998 | Revelação do Ano | Nightwish | Vencedor  |

### Muuvi Awards
O Muuvi Awards é uma premiação finlandesa destinada aos videoclipes e ocorre anualmente em Helsinque também.
| Ano  | Categoria            | Vídeo          | Resultado |
| ---- | -------------------- | -------------- | --------- |
| 2005 | Melhor Vídeo Musical | "Sleeping Sun" | Vencedor  |
| 2009 | Melhor Vídeo Musical | "The Islander" | Vencedor  |

## Outras premiações

### Echo Awards
O Echo Awards é uma premiação alemã entregue todo ano pela Academia Alemã de Áudio; o vencedor de cada ano é determinado pela vendas do ano anterior. O Echo é o sucessor do Deutscher Schallplattenpreis, extinto na década de 1990.
| Ano  | Categoria                                      | Trabalho  | Resultado |
| ---- | ---------------------------------------------- | --------- | --------- |
| 2001 | Melhor Grupo de Rock/Metal                     | Nightwish | Indicado  |
| 2008 | Melhor Grupo Internacional                     | Nightwish | Vencedor  |
| 2012 | Melhor Grupo Internacional                     | Nightwish | Indicado  |
| 2016 | Melhor Grupo de Rock/Alternativo Internacional | Nightwish | Indicado  |

### MTV Europe Music Awards
O MTV Europe Music Awards foi estabelecido em 1994 pela MTV europeia, afim de celebrar a música/vídeo mais popular na Europa. Originalmente começou como uma alternativa ao MTV Video Music Awards (VMA).
| Ano  | Categoria                | Trabalho  | Resultado |
| ---- | ------------------------ | --------- | --------- |
| 2005 | Melhor Artista Finlandês | Nightwish | Indicado  |
| 2008 | Melhor Artista Finlandês | Nightwish | Vencedor  |

### Metal Storm Awards
O Metal Storm Awards é uma premiação anual realizada pela revista digital Metal Storm, dedicada ao heavy metal e seus estilos derivados.
| Ano  | Categoria                   | Trabalho          | Resultado |
| ---- | --------------------------- | ----------------- | --------- |
| 2007 | Melhor Álbum de Power Metal | Dark Passion Play | Indicado  |
| 2007 | Melhor Vídeo Musical        | "Amaranth"        | Indicado  |
| 2007 | Maior Surpresa do Ano       | Dark Passion Play | Vencedor  |
| 2007 | Maior Decepção do Ano       | Dark Passion Play | Vencedor  |

### Gold Awards
O Gold Awards ocorre anualmente em Wellington, Nova Zelândia desde 1999.
| Ano  | Categoria    | Trabalho          | Resultado |
| ---- | ------------ | ----------------- | --------- |
| 2008 | Álbum do Ano | Dark Passion Play | Vencedor  |

### Metal Hammer Golden Gods Awards
O Metal Hammer Golden Gods Awards, ou apenas Golden Gods Awards, é uma premiação realizada pela revista britânica Metal Hammer todos os anos no Reino Unido.
| Ano  | Categoria                  | Trabalho  | Resultado |
| ---- | -------------------------- | --------- | --------- |
| 2005 | Melhor Banda Internacional | Nightwish | Indicado  |
| 2005 | Arista Revelação           | Nightwish | Vencedor  |
| 2008 | Melhor Banda Internacional | Nightwish | Indicado  |
| 2012 | Melhor Banda Internacional | Nightwish | Indicado  |
| 2015 | Melhor Banda Internacional | Nightwish | Indicado  |
| 2016 | Melhor Banda Ao Vivo       | Nightwish | Indicado  |

### World Music Awards
O World Music Awards, fundado em 1989, é uma cerimônia anual de premiações que reconhece artistas da indústria musical baseados em sua popularidade, vendas mundiais, desde que tais vendagens sejam reconhecidas pelas gravadoras e pela Federação Internacional da Indústria Fonográfica.
| Ano  | Categoria                                     | Trabalho  | Resultado |
| ---- | --------------------------------------------- | --------- | --------- |
| 2007 | Artista da Escandinávia Que Mais Vende Discos | Nightwish | Vencedor  |